# Nicolaus Collinus
Nicolaus Collinus, född 1634 i Ödeshögs församling, död 5 november 1682 i Rogslösa församling, var en svensk präst.

## Biografi
Nicolaus Collinus föddes 1634 i Ödeshögs församling. Han var son till kyrkoherden Laurentius Nicolai Vinnerstadius och Brita Svensdotter. Han blev student vid Uppsala universitet i juni 1653. Under den tiden kallade han sig Lysing efter Lysings härad, som han var född i. Collinus prästvigdes 1 september 1665 till kyrkoherde i Rogslösa församling. Han avled 5 november 1682 i Rogslösa socken.

### Familj
Collinus gifte sig första gången 18 oktober 1665 med Hanna Jonsdotter (död 1676). Hon hade tidigare varit gift med kyrkoherden Johannes Fallerius i Rogslösa socken. Collinus och Jonsdotter fick tillsammans dottern Elina (Helena) som gifte sig med P. Wetensis i Fornåsa socken.
Collinus gifte sig andra gången 22 juli 1677 med Brita Olin (1659–1735). Hon var dotter till kyrkoherden Johannes Stenonis Olinus och Anna Hansdotter i Veta socken. Brita Olin gifte efter Collinus död om sig med kyrkoherden Petrus Haqvini Kylander i Västra Hargs socken och senare kyrkoherden Benjamin Retzius i Klockrike socken.